# Liste des cathédrales du Botswana
Cet article recense les cathédrales du Botswana.

## Liste
| Cathédrale                      | Diocèse          | District | Ville       | Coordonnées                      | Illustration               |
| ------------------------------- | ---------------- | -------- | ----------- | -------------------------------- | -------------------------- |
| Cathédrale Notre-Dame-du-Désert | Francistown (en) | Nord-Est | Francistown | 21° 10′ 06″ sud, 27° 30′ 19″ est | Image manquante Téléverser |
| Cathédrale du Christ-Roi        | Gaborone         | Sud-Est  | Gaborone    | 24° 39′ 25″ sud, 25° 55′ 07″ est | Image manquante Téléverser |